# 1358 Gaika
1358 Gaika (1935 OB) là một tiểu hành tinh vành đai chính được phát hiện ngày 21 tháng 7 năm 1935 bởi Jackson, C. ở Johannesburg (UO).